# Tecnica CRISPR
La tecnica CRISPR è una tecnica di editing genomico. L'acronimo CRISPR sta per "Clustered Regularly Interspaced Short Palindromic Repeats" e identifica una tecnica di ingegneria genetica usata in biologia molecolare.
Si basa su una versione semplificata di un sistema di difesa contro i virus che si trova nei batteri (CRISPR-Cas9).
Fornendo la nucleasi Cas9 complessata con un RNA guida sintetico (gRNA) in una cellula, il genoma della cellula può essere tagliato nella posizione desiderata, consentendo la rimozione dei geni esistenti e/o l'aggiunta di nuovi in vivo.
La tecnica è considerata molto significativa nel campo della biotecnologia e della medicina poiché consente di modificare i genomi in vivo in modo molto preciso, economico e semplice. Può essere utilizzato nella creazione di nuovi medicinali, prodotti agricoli e organismi geneticamente modificati o come mezzo per controllare agenti patogeni e parassiti. Ha anche possibilità di uso nel trattamento delle malattie genetiche ereditarie e delle malattie derivanti da mutazioni somatiche come il cancro. Sebbene ampiamente accettata in ambito agrario e biotecnologico, il suo utilizzo nella modificazione genetica della linea germinale umana è ad oggi molto controverso.
Lo sviluppo della tecnica è valso a Jennifer Doudna ed Emmanuelle Charpentier il Premio Nobel per la Chimica nel 2020.
Funzionando come una forbice genetica, la nucleasi Cas9 apre entrambi i filamenti della sequenza del DNA bersaglio per introdurre la modifica. Le mutazioni knock-in, facilitate tramite la riparazione diretta per omologia (HDR, è il meccanismo che nelle cellule ripara le lesioni della catena del DNA), rappresentano il percorso tradizionale degli approcci mirati di editing genomico. Questo consente l’introduzione di fattori di riparazione mirati del DNA. L'HDR impiega l'uso di sequenze di DNA simili per guidare la riparazione della rottura attraverso l'incorporazione di DNA esogeno che funzioni come modello di riparazione. Questo metodo si basa sul verificarsi periodico e isolato di danni al DNA nel sito target. Le mutazioni knock-out causate da CRISPR-Cas9 derivano dalla riparazione della rottura del doppio filamento mediante giunzione finale non omologa (NHEJ) o giunzione finale mediata da POLQ/polimerasi theta (TMEJ). Questi percorsi di unione delle estremità in natura possono spesso provocare delezioni o inserzioni casuali nel sito di riparazione, che possono interrompere o alterare la funzionalità genetica. Pertanto, l’ingegneria genomica di CRISPR-Cas9 offre ai ricercatori la capacità di generare un’interruzione genetica casuale mirata evitando inserzioni o delezioni non efficaci.
Sebbene l’editing del genoma nelle cellule eucariotiche sia possibile, utilizzando vari metodi sin dagli anni ’80, i metodi utilizzati prima della tecnica CRISPR si sono rivelati inefficienti e poco pratici da implementare su larga scala.
Con la scoperta di CRISPR e in particolare della molecola nucleasi Cas9, è diventato possibile effettuare un editing efficiente e altamente selettivo. La nucleasi Cas9 è derivata dalla specie batterica Streptococcus pyogenes ed ha facilitato la modifica genomica mirata nelle cellule eucariotiche consentendo un metodo affidabile per creare una rottura mirata in una posizione specifica designata dai filamenti guida di crRNA e tracrRNA. La facilità con cui i ricercatori possono inserire Cas9 e RNA modello per silenziare o causare mutazioni puntiformi in loci specifici si è rivelata preziosa per la mappatura rapida ed efficiente di modelli genomici e processi biologici associati a vari geni in una varietà di organismi eucarioti. Sono state sviluppate varianti di nuova progettazione della nucleasi Cas9 che riducono significativamente l'attività fuori bersaglio.

## Scoperte
Nel 2005, Alexander Bolotin dell'Istituto nazionale francese per la ricerca agricola (INRA) ha scoperto un locus CRISPR che conteneva nuovi geni Cas, in particolare uno che codificava una grande proteina nota come Cas9.
Nel 2006, Eugene Koonin del Centro nazionale per le informazioni sulle biotecnologie degli Stati Uniti, NIH, ha proposto una spiegazione sulla modalità di attivazione di CRISPR nel sistema immunitario dei batteri.
Nel 2007, Philippe Horvath di Danisco France SAS ha mostrato sperimentalmente come i sistemi CRISPR siano un sistema immunitario adattivo e integrino il nuovo DNA fagico nell'array CRISPR, e che questo è il modo in cui i batteri combattono i successivi attacchi di fagi.
Nel 2012, il gruppo di ricerca guidato dalla professoressa Jennifer Doudna dell’Università della California, Berkeley, e dalla professoressa Emmanuelle Charpentier dell’Università di Umea, è stato il primo a identificare, divulgare e depositare una domanda di brevetto per il sistema CRISPR-Cas9 necessario per modificare il DNA.  Hanno anche pubblicato la scoperta secondo cui CRISPR-Cas9 potrebbe essere programmato con l’RNA per modificare il DNA genomico, scoperte ad oggi considerata una delle più significative nella storia della biologia.

## Editing genomico con CRISPR
L'editing genomico CRISPR-Cas9 viene effettuato con un sistema CRISPR di tipo II. Quando utilizzato per l'editing del genoma, questo sistema include una ribonucleoproteina (RNP), composta da Cas9, crRNA e tracrRNA, insieme a un modello di riparazione del DNA opzionale.

### Componenti principali
| Componente      | Funzione |
| --------------- | --- |
| crRNA           | è un RNA di tipo regolatorio. Contiene l'RNA guida che individua il segmento corretto del DNA ospite insieme a una regione che si lega al tracrRNA (generalmente sotto forma di ansa), formando un complesso attivo.                                                                |
| tracrRNA        | Si lega al crRNA e forma un complesso attivo. |
| sgRNA           | Gli RNA a guida singola sono formati da un RNA combinato costituito da un tracrRNA e almeno un crRNA. |
| Cas9            | Un enzima la cui forma attiva è in grado di modificare il DNA. Esistono molte varianti con funzioni diverse (ad esempio: intaccatura del filamento singolo, rottura del doppio filamento, legame al DNA) dovute alla funzione di riconoscimento del sito del DNA di ciascun enzima. |
| Repair template | Molecola di DNA utilizzata come modello (template) nel processo di riparazione del DNA della cellula ospite, consente l'inserimento di una sequenza di DNA specifica nel segmento ospite rotto da Cas9.                                                                             |

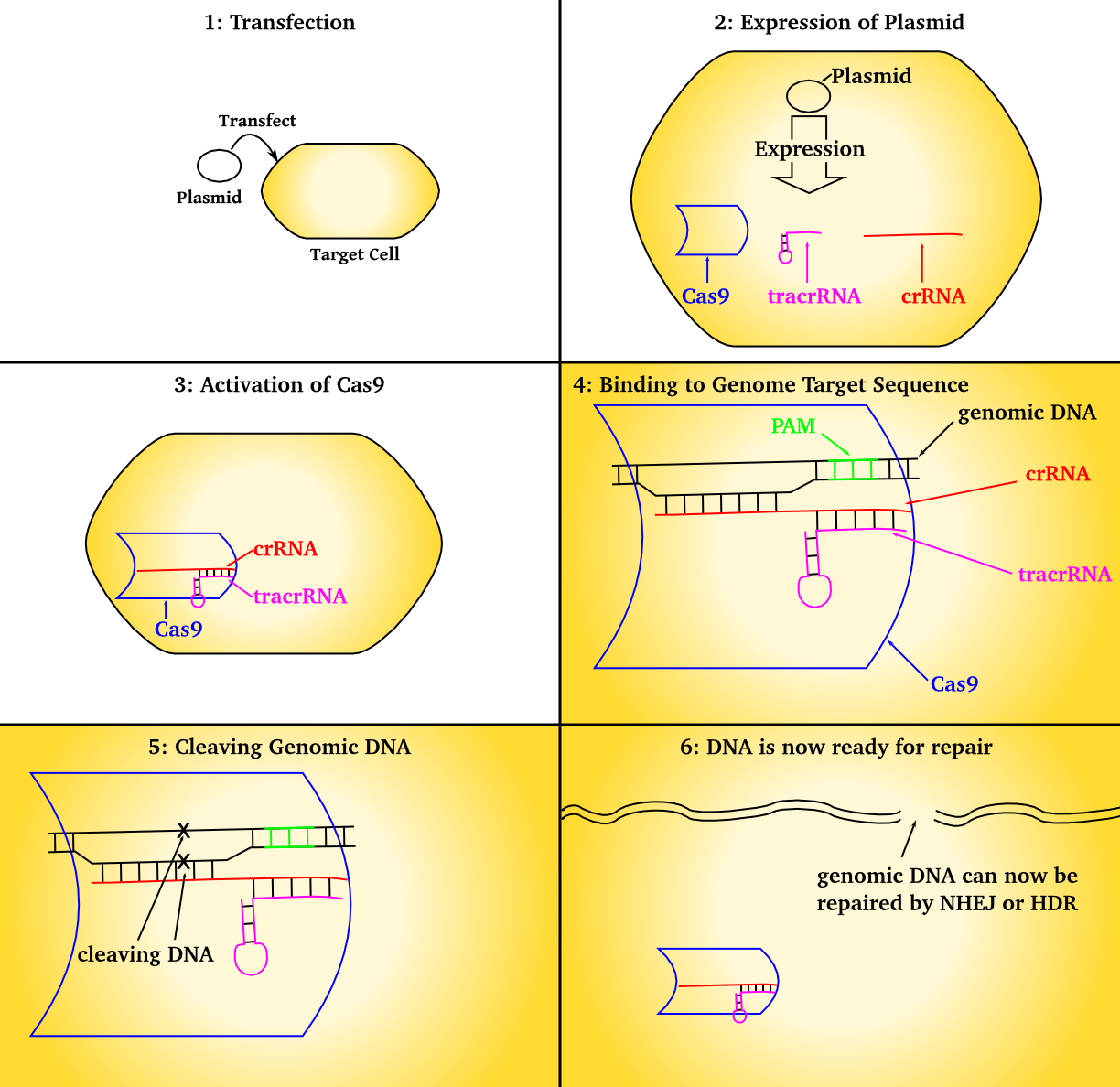
Panoramica della trasfezione e del taglio del DNA mediante CRISPR-Cas9 (crRNA e tracrRNA sono spesso uniti come un singolo filamento di RNA durante la progettazione di un plasmide)

CRISPR-Cas9 impiega spesso plasmidi (filamenti circolari di DNA batterico) che codificano per i componenti delle ribonucleoproteine, per introdurre materiale biologico esogeno nelle cellule bersaglio.
Il crRNA è progettato in modo univoco per ciascuna applicazione, poiché questa è la sequenza che Cas9 utilizza per identificare e legarsi direttamente a sequenze specifiche all'interno del DNA della cellula ospite. Il crRNA deve legarsi solo dove si desidera la modifica. Anche il modello di riparazione è progettato in modo univoco per ciascuna applicazione, poiché deve integrare in una certa misura le sequenze di DNA su entrambi i lati del taglio e contenere anche qualsiasi sequenza desiderata per l'inserimento nel genoma ospite. Più crRNA e tracrRNA possono essere impacchettati insieme per formare un RNA a guida singola (sgRNA). Questo sgRNA può essere incluso insieme al gene che codifica per la proteina Cas9 e trasformato in un plasmide per essere trasfettato nelle cellule. Sono disponibili molti strumenti online per aiutare nella progettazione di sequenze di sgRNA efficaci.